# Nova Odessa
Pour les articles homonymes, voir Odessa (homonymie).
Nova Odessa (en ukrainien : Нова Одеса) ou Novaïa Odessa (en russe : Новая Одесса) est une ville de l'oblast de Mykolaïv, en Ukraine, et le centre administratif du raïon de Nova Odessa. Sa population était estimée à 12 298 habitants en 2013.

## Géographie

### Situation
Nova Odessa est située sur la rive gauche du Boug méridional, à 40 km — 45 km par la route — au nord-ouest de Mykolaïv.

## Histoire

### Origine
La localité est fondée en 1776 sous le nom de Fiodorovka (en russe : Фёдоровка).
Elle est renommée Nova Odessa en 1832.
En 1897, partie de la province de Kherson, elle comptait 5550 feux soit 3 000 habitants environ. On y trouvait un hôpital, une synagogue, une école et il y avait régulièrement des foires.

### XXesiècle
Nova Odessa a le statut de ville depuis 1976.

## Population
Recensements (*) ou estimations de la population :
| 1939  | 1959* | 1970*  | 1979*  |
| ----- | ----- | ------ | ------ |
| 7 600 | 6 468 | 12 362 | 13 700 |

| 1989*  | 2001*  | 2010   | 2011   |
| ------ | ------ | ------ | ------ |
| 14 883 | 14 070 | 12 520 | 12 410 |

| 2012   | 2013   | - | - |
| ------ | ------ | - | - |
| 12 347 | 12 298 | - | - |

## Illustrations

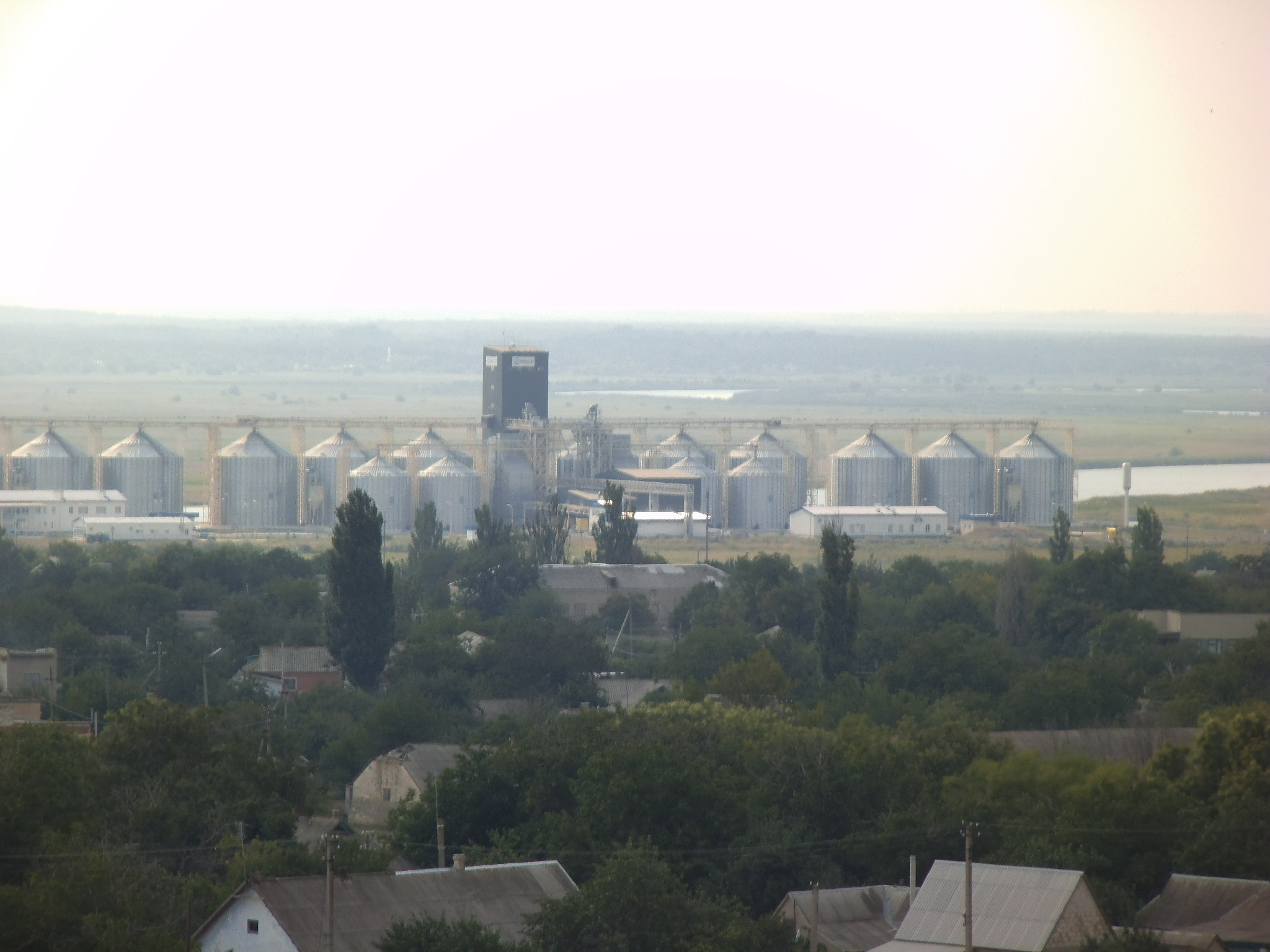
Silos de grains.
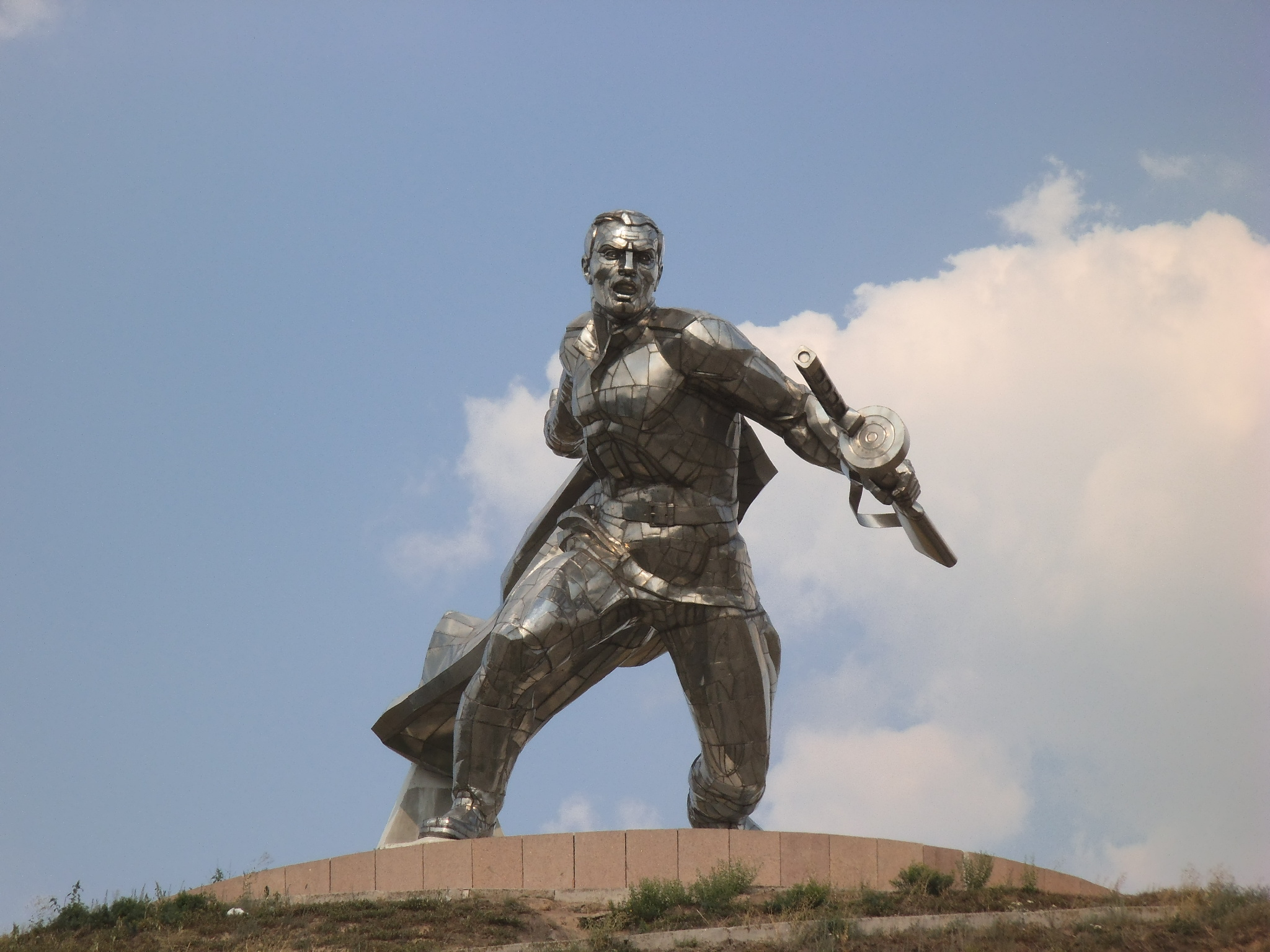
Mémorial de la Deuxième guerre mondiale.
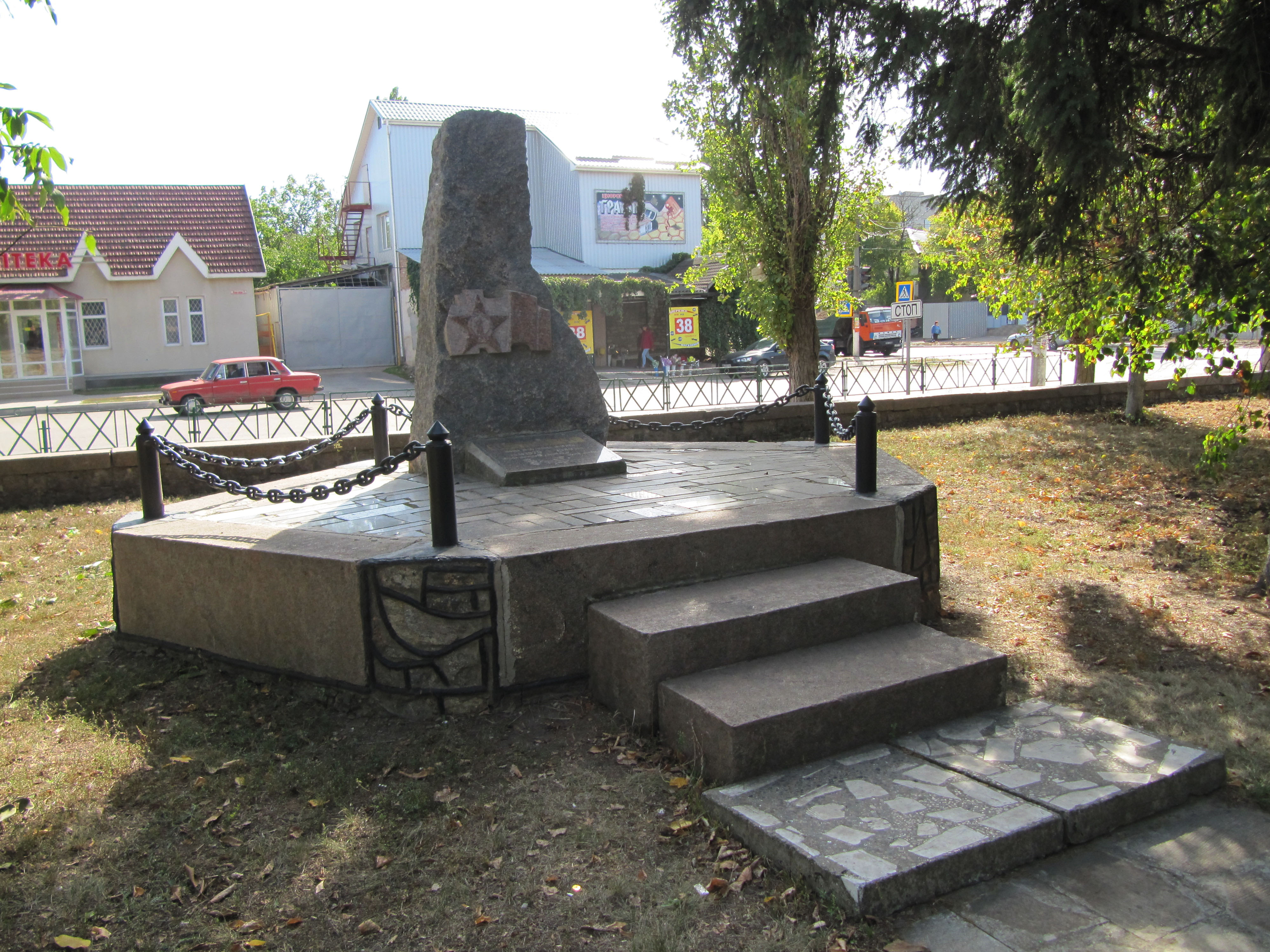
Mémorial de la guerre d'Afghanistan.
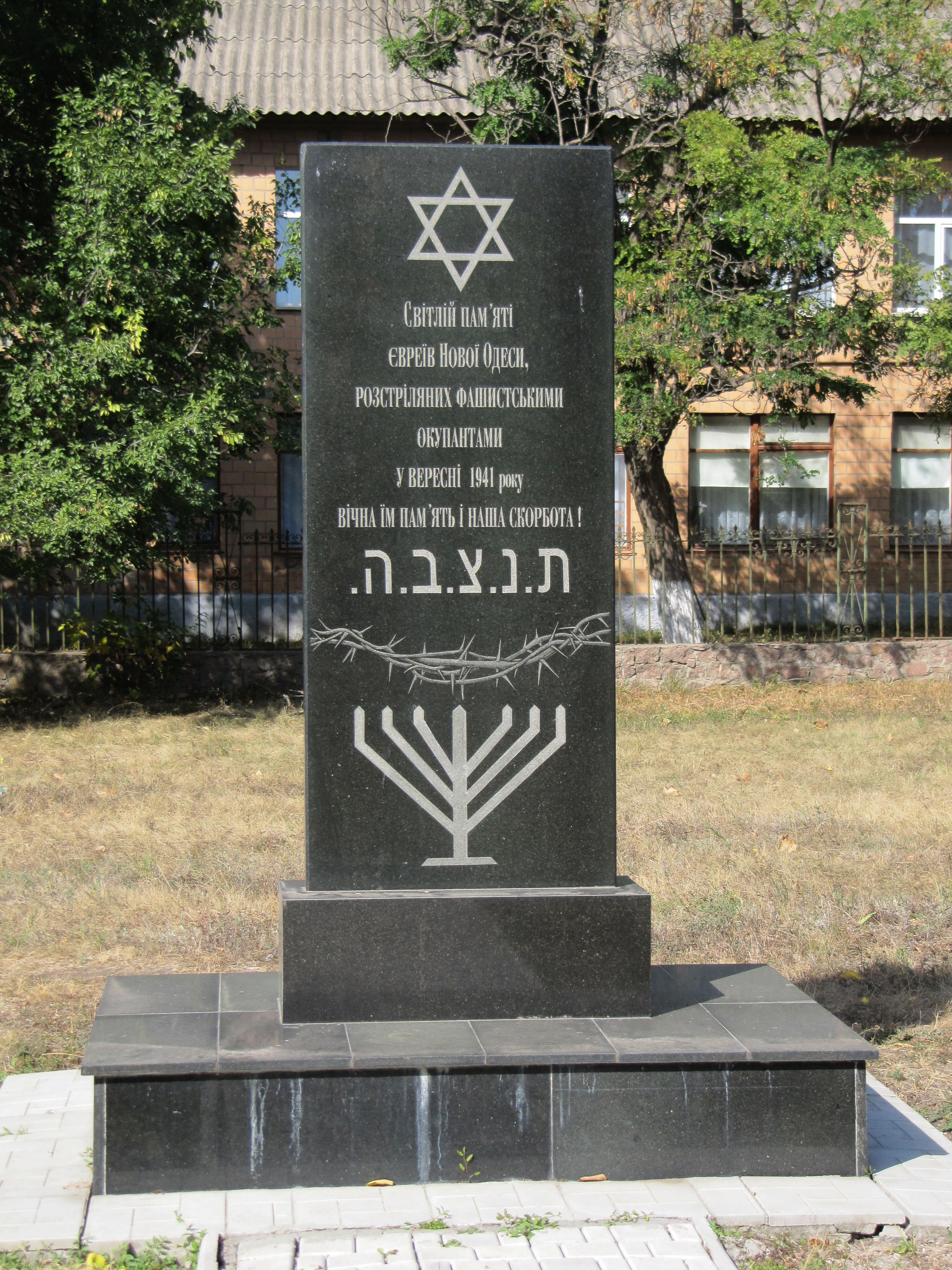
Mémorial de l'holocauste.